# 신뢰 범위
신뢰 범위(Trust boundary)는 프로그램 데이터나 실행이 자신의 신뢰 수준을 변경하는 범위를 말할 때 사용되는 용어이다. 이 용어는 시스템이 신뢰하는 모든 서브시스템 내에서 구별되는 어떤 범위도 가리킬 수 있다. 실행 신뢰 범위의 예를 보자면, 애플리케이션이 도달하는 상승된 권한 수준의 위치가 있다.  데이터 신뢰 범위는 신뢰되지 않은 소스의 어디에서 데이터가 왔는지를 가리킨다. 예를 들면 사용자 입력이나, 네트워크 소켓이 있다.
"신뢰 범위 위반"은 컴퓨터 소프트웨어가 신뢰하는 데이터 (범위를 횡당하기 전에 인증되지 않았던) 위치의 취약점을 가리킨다.